# Oberlandesgericht Innsbruck

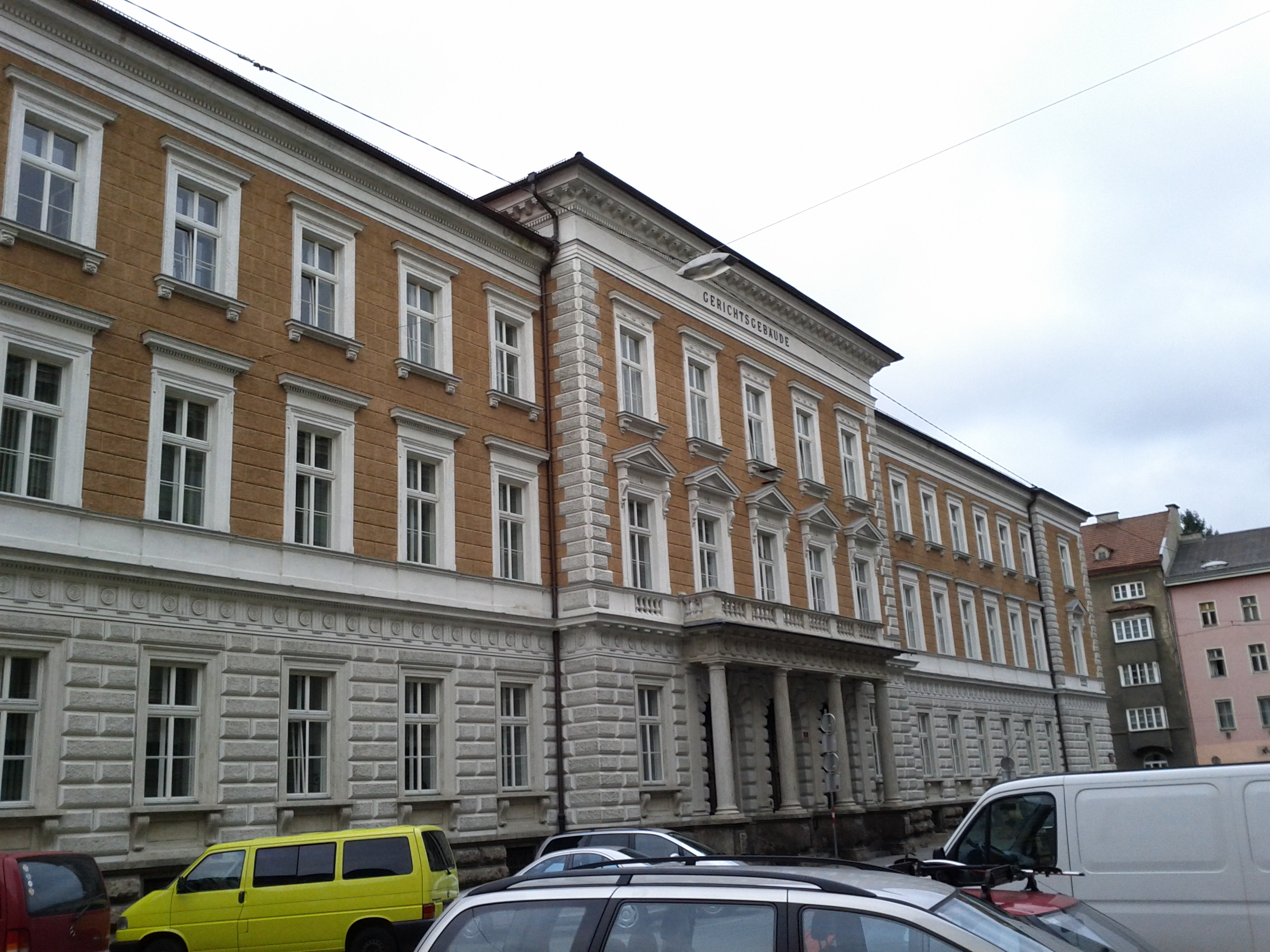
Altbau

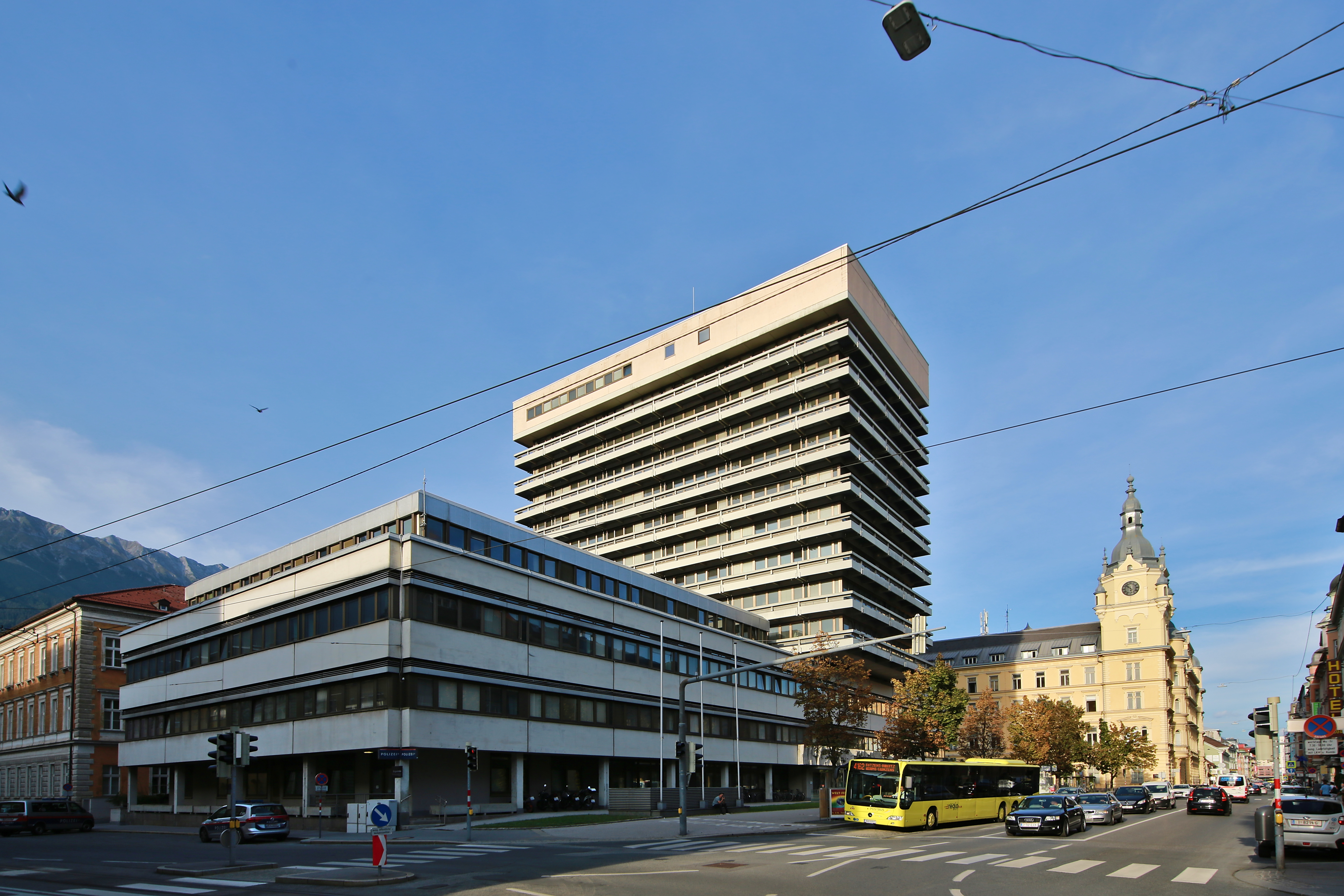
Neubau

Das Oberlandesgericht Innsbruck (kurz: OLG Innsbruck) ist ein Gericht der ordentlichen Gerichtsbarkeit in Innsbruck. Das Oberlandesgericht befindet sich zusammen mit dem Landesgericht Innsbruck in den Gebäuden Maximilianstraße 4 und Schmerlingstraße 1 (Altbau). Im Altbau befindet sich außerdem auch die Oberstaatsanwaltschaft Innsbruck und Staatsanwaltschaft Innsbruck.

## Geschichte
Bereits im 13. und 14. Jahrhundert erfolgte die Einteilung des Landes Tirol in Gerichtsbezirke (siehe: Urbarbuch des Jahres 1288). Die landesherrlichen Gerichte (Landgerichte) übten dabei mit einigen Ausnahmen die hohe Gerichtsbarkeit aus; Stadt- und Marktgerichte, Stifts- und Hofmarkgerichte waren mit der niederen Gerichtsbarkeit ausgestattet. Das für das Gebiet um Innsbruck zuständige Landgericht Sonnenburg hatte seinen Sitz lange in der Stadt Innsbruck. 1790 wurde im Rahmen der Josephinischen Reformen ein Appellations- und Kriminalobergericht in Innsbruck errichtet, der Vorläufer des heutigen Oberlandesgerichts.
Unter bayrischer Herrschaft wurde 1807 das Landgericht Sonnenburg mit dem Stadtgericht Innsbruck und anderen Niedergerichten zum “Landgericht Innsbruck” zusammengelegt. Nach der Wiedervereinigung Tirols mit dem Kaisertum Österreich wurde die alte Gerichtsverfassung und Verwaltungsorganisation nach österreichischem Muster wieder eingeführt. So nahmen die Landgerichte 1817 als „kaiserliche Landgerichte“ ihre Tätigkeit wieder auf. Sie waren dem Appellations- und Kriminalobergericht in Tirol und Vorarlberg untergeordnet.
Die Gründung des Oberlandesgerichts in seiner heutigen Form geht auf das Jahr 1849 zurück, in dem die Landes-Gerichts-Einführungs-Kommission neue Gerichts- und Landgerichts- und Oberlandesgerichtsbezirke schuf. Das Oberlandesgericht Innsbruck war bis 1919 für ganz Deutschtirol (auch Südtirol) zuständig und mit einer Kammer in Trient (für Welschtirol) vertreten.
Zu den Gebäuden siehe Landesgericht Innsbruck#Gebäude.

## Zuständigkeit
Seine Zuständigkeit erstreckt sich auf die Bundesländer Tirol und Vorarlberg.
Oberlandesgerichte sind die Rechtsmittelgerichte der Landesgerichte in seinem Zuständigkeitsbereich. Namentlich sind dies die folgenden Landesgerichte:
- Landesgericht Feldkirch
- Landesgericht Innsbruck

Der Präsident des Oberlandesgerichtes ist außerdem Leiter der Justizverwaltung der Bezirksgerichte seines Sprengels und somit direkt dem Justizminister unterstellt.